# Привільне (Комарська сільська громада)
Приві́льне — село Комарської сільської громади Волноваського району Донецької області, Україна.

## Загальні відомості
Відстань до Великої Новосілки становить близько 20 км і проходить автошляхом місцевого значення. На південно-східній околиці села бере початок балка Берестова.

## Населення
За даними перепису 2001 року населення села становило 62 особи, з них 91,94 % зазначили рідною мову українську та 8,06 % — російську.